# On & off 〜document of unplugged live & recordings〜
『on & off 〜document of unplugged live & recordings〜』(オン・アンド・オフ 〜ツアー・ドキュメント・オブ・アンプラグド・ライブ・アンド・レコーディングス)は日本のバンドDEENのライブ・ビデオ。

## 解説
原田知世や宗次郎らが参加した2002年のツアーから厳選されたライヴ・パフォーマンスを収録したものとなっており、カバーアルバム『和音』の製作過程を追ったドキュメンタリー映像やレコーディング風景、「見上げてごらん夜の星を」、「夢で逢えたら」のPVが収録された。

## 収録曲
1. Prologue
2. 見上げてごらん夜の星を
3. on & off document #1
4. 瞳そらさないで
5. on & off document #2
6. 今日の日はさようなら
7. on & off document #3
8. 月の沙漠
9. on & off document #4
10. Merry Christmas Mr.Lawrence
11. on & off document #5
12. Ebony And Ivory
13. on & off document #6
14. かあさんの歌
15. on & off document #7
16. 未来のために
17. Power of Love
18. A day in my life
19. on & off document #8
20. ひとりじゃない
21. 起き上がれよBOY
22. on & off document #9
23. 夢で逢えたら
24. on & off document #10
25. 切手のないおくりもの
26. 少年
27. Epilogue
28. on & off document #11 ～戦争を知らない子供たち
29. 見上げてごらん夜の星を ＜Video clip＞
30. 夢で逢えたら ＜Video clip＞